# Craspedosis holocyana
Craspedosis holocyana là một loài bướm đêm trong họ Geometridae.